# Мартин, Келли
Келли Мартин (англ. Kellie Martin, род. 16 октября 1975, Риверсайд, Калифорния) — американская актриса, номинант на премию «Эмми» в 1993 году.

## Биография
Келли Мартин родилась 16 октября 1975 года в Риверсайде, Калифорния. Первые на телеэкранах она появилась в возрасте семи лет благодаря её тете, которая будучи няней у детей актёра Майкла Лэндона, помогла ей получить небольшую гостевую роль в телесериале «Отец Мерфи». В 2001 году Мартин окончила Йельский университет по специальности история искусств.
Мартин добилась наибольшей известности по роли Ребекки Тэтчер в телесериале «Жизнь продолжается», который транслировался на канале ABC с 1989 по 1993 год. За свою роль актриса получала благоприятные отзывы от критиков, а в 1993 году была номинирована на премию «Эмми» за лучшую женскую роль второго плана в драматическом телесериале, ранее выиграв две награды «Молодой актёр». После его завершения, Мартин сыграла главную роль в историческом телесериале «Кристи», о молодом учителе-миссионере, которая приезжает работать в Аппалачи. Хотя сериал получал хорошие отзывы от критиков, его рейтинги были не высоки, и канал закрыл его после одного сезона. На большом экране она появилась в фильмах «Рота Беверли-Хиллз» (1989) с Шелли Лонг, и «Дневной сеанс» (1993) с Джоном Гудменом.
Во второй половине девяностых Келли Мартин в основном снималась в различных сделанных для телевидения фильмах, а в 1998 году получила постоянную роль Люси Найт в сериале «Скорая помощь», где снималась два последующих года. С 2003 по 2007 год она играла главную роль в серии детективных телефильмов «Таинственная женщина» канала Hallmark. Кроме этого она снялась в нескольких фильмах женского кабельного канала Lifetime и была гостем в таких сериалах как «Говорящая с призраками», «Анатомия страсти», «Частная практика» и «До смерти красива», а в 2012 году снялась в шестом сезоне сериала «Армейские жёны» канала Lifetime.

## Личная жизнь
С 15 мая 1999 года Келли замужем за Китом Кристианом. У супругов есть две дочери — Маргарет Хизер Кристиан (род. 4 апреля 2006) и Оливия Джеймс Кристиан (род. 13 февраля 2016).